# Vertrag von Toledo
Der Vertrag von Toledo war ein am 10. bzw. 12. Januar 1539 geschlossenes Abkommen zwischen Karl V. und Franz I. Darin verpflichteten sich der römisch-deutsche Kaiser, der zugleich König von Spanien war, und der französische König, ohne gegenseitige Zustimmung keinerlei Verträge mit dem englischen König Heinrich VIII. einzugehen. Kurz zuvor, bereits im Friedensvertrag von Nizza (1538), hatten durch Vermittlung Papst Pauls III. Franz I. und Karl V. einen zehnjährigen Frieden vereinbart, um Angriffe, die das Osmanische Reich unter Süleyman I. im Mittelmeerraum und auf dem Balkan verübte, besser abwehren zu können bzw. um die französische Staatskasse, die sich in habsburgisch-französischen Auseinandersetzungen erschöpft hatte, zu schonen.

## Geschichte
Im Zuge der Reformation in England hatte sich König Heinrich VIII. 1534 durch die Suprematsakte zum Oberhaupt der Kirche von England erklärt und eine anglikanische Staatskirche geschaffen. Ab 1536 ging er daran, die englischen Klöster aufzulösen. In dieser Situation verständigten sich Karl V. und Franz I. durch den Vertrag von Toledo auf eine politische Isolation Heinrichs VIII. Dies unterstrichen sie, indem sie ihre Botschafter aus London abberiefen, was in England als eine Drohung mit Krieg aufgefasst wurde.
Daraufhin wurden Befestigungen an der englischen Küste ertüchtigt. Heinrich VIII., seit 1537 verwitwet, strebte außerdem ein heiratspolitisches Bündnis mit einem Gegner Karls V. an. Diesen fand er auf Vorschlag seines Staatsmannes Thomas Cromwell schließlich in Johann von Jülich-Kleve-Berg, nach dessen Tod im Februar 1539 in Wilhelm von Jülich-Kleve-Berg. Der Herrscher von Jülich-Kleve-Berg hatte 1538 gegen den Willen des Kaisers im Herzogtum Geldern die Erbfolge angetreten. Durch die Ehe, die im Oktober 1539 vertraglich geregelt und im Januar 1540 zwischen Anna von Jülich-Kleve-Berg mit Heinrich VIII. geschlossen wurde, sah Wilhelm von Jülich-Kleve-Berg, der so zum Schwager des englischen Königs avanciert war, ein Zweckbündnis, das ihm helfen würde, seine Ansprüche auf Geldern gegen den Kaiser durchzusetzen. Da Heinrich VIII. seine Ehe mit Anna aber bereits am 9. Juli 1540 annullierte, konnte Wilhelm von Jülich-Kleve-Berg auf Heinrich VIII. als möglichen Bündnispartner nicht mehr zählen. Das gescheiterte Eheprojekt und wachsender innenpolitischer Widerstand gegen die Religionspolitik Heinrichs VIII. führten in England zum Sturz Cromwells.